# 262536 Nowikow
262536 Nowikow è un asteroide della fascia principale. Scoperto nel 2006, presenta un'orbita caratterizzata da un semiasse maggiore pari a 2,4165772 UA e da un'eccentricità di 0,1462405, inclinata di 0,51827° rispetto all'eclittica.
L'asteroide è dedicato al canadese Igor Nowikow, docente di fisica.